# Faites entrer l'accusé
Faites entrer l'accusé è un programma televisivo francese. La trasmissione, che tratta dei principali casi criminali avvenuti in Francia, dura circa 90 minuti e va in onda su France 2. La programmazione è iniziata nel 2000 e nel 2018 è giunta alla sua diciottesima stagione. Fino al 2011 era presentata da Christophe Hondelatte, in seguito la conduzione passò a Frédérique Lantieri fino al 2020, a Rachid M'Barki fino al 2023 ed è attualmente presentata da Christophe Delay e Dominique Rizet.